# Ballet Teatro Español
Das Ballet Teatro Español ist ein spanisches Ballettensemble.
Die Kompanie wurde 1960 von Manuela Aguilar und Rafael Aguilar als Gruppe mit sieben Künstlern in Paris gegründet. Inzwischen besteht das Ensemble aus 35 Balletttänzern, Musikern und Sängern, die ausschließlich Choreografien ihres Gründers präsentieren. Alle Tänzer haben eine fundierte Ausbildung im klassischen und spanischen Tanz sowie im Flamenco. Die Musiker und Sänger gelten als die besten des Landes.
Rafael Aguilar begründete seinen ganz eigenen künstlerischen Stil und seine Art, Theater zu machen. Er verknüpfte dabei Elemente des klassischen Balletts, des zeitgenössischen Tanzes und des Flamencos mit dem klassischen spanischen Tanz. Nach „El Rango“ öffnete sich seinen Inszenierungen der Weg zu den großen Bühnen der Welt und präsentierte seine Flamenco-Adaption von Carmen unter anderem an der Oper in Paris-Bercy, der Mailänder Scala und weiteren berühmten Häusern. Er verstarb 1995 während eines Gastspiels in Madrid.
2007 war das Ballet Teatro Español mit seiner Tanzshow Bolero Flamenco auf Deutschland-Tournee.